# Посольство Швеции в Финляндии
Посольство Швеции в Финляндии (швед. Sveriges ambassad i Helsingfors, фин. Ruotsin Helsingin-suurlähetystö) — дипломатическое представительство Швеции в Финляндии. Расположено в Хельсинки на Рыночной площади (Pohjoisesplanadi 7 B).
Здание было построено в 1839 году по проекту архитектора А. Гранстедта в качестве жилого дома для предпринимателя Юхана Хейденштрауха.
В 1905 году в здании было открыто отделение Государственного банка Российской империи, а в 1906 году произошло резонансное ограбление.
В 1920-е годы в здании разместилось Посольство Швеции в связи с чем по проекту архитектора Торбена Грута особняк был полностью перестроен, приобретя внешнюю архитектурную стилистику Стокгольмского дворца шведских монархов.